# Algemene Vergadering van de Verenigde Naties
De Algemene Vergadering van de Verenigde Naties (Engels: United Nations General Assembly, Frans: Assemblée Générale des Nations Unies) bestaat uit alle lidstaten van de Verenigde Naties. De vergadering komt in een jaarlijkse sessie bijeen. Deze jaarlijkse sessie begint normaal gesproken op de derde dinsdag van september en duurt een heel jaar. Speciale sessies over een specifiek onderwerp kunnen aangevraagd worden door de Veiligheidsraad van de Verenigde Naties, of door een meerderheid van VN-leden. Als de Veiligheidsraad het oneens is, kunnen ook speciale spoedsessies aangevraagd worden.
De Algemene Vergadering is het enige VN-orgaan waar alle leden bijeenkomen. Tijdens de bijeenkomst kunnen initiatieven gelanceerd worden over onder meer vrede, economische vooruitgang en mensenrechten.
De eerste Algemene Vergadering werd voorgezeten door de Belgische minister van Buitenlandse Zaken Paul-Henri Spaak.

## Samenstelling
Alle leden van de Verenigde Naties zijn vertegenwoordigd in de Algemene Vergadering. Per lidstaat mogen maximaal vijf personen worden afgevaardigd, maar elke lidstaat heeft maar één stem.
De voorzitter wordt per zitting aangesteld, volgens een beurtrol per geopolitieke groep (Afrika, West-Europa plus Oceanië, de Verenigde Staten en Canada, Oost-Europa, Azië en Latijns-Amerika). Nederland en België hebben sinds 1946 elk één voorzitter geleverd. De Belgische Paul-Henri Spaak was de eerste voorzitter en de Nederlander Eelco van Kleffens heeft de negende zitting van de Algemene Vergadering mogen voorzitten in 1954.
Naast de lidstaten van de VN hebben de Palestijnse Autoriteit en de Heilige Stoel een observatiestatus in de Algemene Vergadering.

### Dagelijkse gang van zaken
De dagelijkse gang van zaken wordt behandeld binnen de zes commissies van de Algemene Vergadering. De eerste commissie is ingesteld voor onderwerpen betreffende ontwapening en internationale veiligheid. De tweede commissie is ingesteld voor economische en financiële onderwerpen en de derde voor sociale, humanitaire en culturele vraagstukken. De vierde commissie is er voor speciale politieke gevallen en dekolonisatie. Administratieve en budgettaire onderwerpen zijn de speerpunten van de vijfde commissie en de laatste commissie (nummer zes) gaat over (internationale) juridische zaken.

## Stemprocedure
Elk lid heeft één stem. De besluiten die de Algemene Vergadering neemt kunnen in twee categorieën verdeeld worden. Ten eerste de belangrijke zaken. Besluiten hieromtrent worden met tweederdemeerderheid van de aanwezige leden genomen en omvatten:
- aanbevelingen over handhaving van vrede en veiligheid;
- verkiezing van de niet-permanente leden van de Veiligheidsraad, de leden van de Economische en Sociale Raad van de Verenigde Naties en de leden van de Trustschapsraad;
- toelating, schorsing en uitstoting van leden;
- de werking van het Trustschapsstelsel;
- de begroting van de Verenigde Naties.

Andere zaken worden met een meerderheid van de stemmen van de aanwezige leden beslist. Een meerderheid kan ervoor kiezen om een bepaalde zaak pas aan te nemen als er een tweederdemeerderheid bereikt is.

## Permanente vertegenwoordiging
De permanente vertegenwoordiger van Nederland in de Algemene Vergadering is sinds 2021 Paul Bekkers. Tot die tijd was het Karel van Oosterom, de opvolger van Herman Schaper. De permanente vertegenwoordiger van België was van 2008 tot 2013 Jan Grauls in opvolging van Johan Verbeke. De Surinaamse vertegenwoordiger bij de VN is sinds 2019 Kitty Sweeb.

## Bevoegdheden
De Algemene Vergadering heeft zeer ruime bevoegdheden: zij mag over alles in het kader van het Handvest van de Verenigde Naties vergaderen. Hieronder vallen bijvoorbeeld het toezicht op de Economische en Sociale Raad en de Trustschapsraad evenals het begrotingsbeleid.
Een aantal bevoegdheden moet de Algemene Vergadering delen met de Veiligheidsraad:
- toelating, schorsing en uitstoting van leden: de Algemene Vergadering besluit nadat de Veiligheidsraad een aanbeveling heeft gedaan;
- de verkiezing van de rechters van het Internationaal Gerechtshof: de kandidaat die in zowel de Algemene Vergadering als de Veiligheidsraad een absolute meerderheid van de stemmen haalt, is verkozen;
- de benoeming van de secretaris-generaal van de Verenigde Naties: de Algemene Vergadering besluit nadat de Veiligheidsraad een aanbeveling heeft gedaan.

Er zijn drie zaken die de Algemene Vergadering niet mag doen: zich bemoeien met zaken die puur interne aangelegenheden van staten zijn, besluiten nemen over vrede en veiligheid (dat is aan de Veiligheidsraad) en aanbevelingen doen over zaken die bij de Veiligheidsraad liggen (tenzij de Veiligheidsraad daarom verzoekt).
Resoluties van de Algemene Vergadering zijn volgens het internationaal recht niet bindend, tenzij die resoluties de interne organisatie van de Verenigde Naties betreffen. Met die laatste clausule wordt voorkomen dat lidstaten zich niet houden aan in de begroting vastgestelde contributies. In de praktijk komt het echter toch voor dat lidstaten bedragen inhouden voor doeleinden waar zij het niet mee eens zijn. Wanneer lidstaten een betalingsachterstand hebben die gelijkstaat aan een contributie van twee jaar dan verliezen ze hun stemrecht in de Algemene Vergadering.